# إيتون جي. باورز
إيتون جي. باورز هو محامي وسياسي أمريكي، ولد في 17 يونيو 1865 في كانتون في الولايات المتحدة، وتوفي في 26 أكتوبر 1939 في نيو أورلينز في الولايات المتحدة. نشط حزبياً في الحزب الديمقراطي. وقد انتخب عضو مجلس ولاية مسيسيبي ‏ وانتخب عضو مجلس النواب الأمريكي ‏.